# Гней Тремелий
Гней Тремелий (Cnaeus Tremellius) e политик на Римската република през 2 век пр.н.е.
През 168 пр.н.е. той е народен трибун. Консули тази година са Луций Емилий Павел Македоник и Гай Лициний Крас.